# Raión de Dujovshchina
El raión de Dujovschina (ruso: Духовщи́нский райо́н) es un distrito administrativo y municipal (raión) ruso perteneciente a la óblast de Smolensk. Se ubica en el norte de la óblast. Su capital es Dujovschina, aunque la localidad más poblada es Oziorni.
En 2021, el raión tenía una población de 14 189 habitantes.
El raión es limítrofe al norte con la vecina óblast de Tver.

## Subdivisiones
Comprende la ciudad de Dujovschina (la capital), el asentamiento de tipo urbano de Oziorni y los asentamientos rurales de Bulgakovo, Prechístoye y Tretyakovo. Estas cinco entidades locales suman un total de 230 localidades.